# Lepilemur fleuretae
Lepilemur fleuretae (лат.) — вид лемуров из семейства Лепилемуровые. Эндемик Мадагаскара.

## Классификация
Классификация дискуссионна. В частности, указывается, что виды лепилемуров, открытые в 2006 году, описаны только на основе молекулярных ислледований, и все являются аллопатричными.

## Описание
Вид лепилемуров среднего размера, шерсть преимущественно серая, с коричневатым оттенком конечностей. Вокруг глаз шерсть заметно светлее. Вдоль спины полоса более тёмного цвета. Нижняя часть тела светло-серая. Длина тела составляет от 58 до 67 см, из которых около 30 см приходится на хвост.

## Распространение
Встречается в юго-восточной части Мадагаскара в дождевых лесах национального парка Андухахела между реками Мандраре и Мананара.

## Статус популяции
Международный союз охраны природы присвоил этому виду охранный статус «В критической опасности» (англ. Critically endangered). Основная угроза популяции — уничтожение среды обитания.